# Sergio Di Giulio
Sergio Di Giulio (Milano, 4 aprile 1945 – Roma, 24 luglio 2019) è stato un attore, doppiatore, direttore del doppiaggio e dialoghista italiano.

## Biografia
Studiò presso la scuola di recitazione Alessandro Fersen. Nel 1968 debuttò a teatro con L'estasi e il sangue, per la regia di Andrea Camilleri. In seguito, per tre anni, si ritroverà al Teatro Stabile di Roma. Ha doppiato il personaggio di Ray Stantz, interpretato da Dan Aykroyd, nel film Ghostbusters, Michael O'Leary nella soap opera Sentieri e il padre di Timmy Turner nella serie d'animazione Due fantagenitori.
È deceduto il 24 luglio 2019 all'età di 74 anni.

## Filmografia

### Cinema
- Un Amleto di meno, regia di Carmelo Bene (1973)
- Il pranzo della domenica, regia di Carlo Vanzina (2003)
- Al cuore si comanda, regia di Giovanni Morricone (2003)
- 69 prima, regia di Franco Bertini (2005)
- Baciami piccina, regia di Roberto Cimpanelli (2006)
- Il giorno + bello, regia di Massimo Cappelli (2006)
- L'ora di punta, regia di Vincenzo Marra (2007)

### Televisione
- Macbeth, regia di Franco Enriquez (1975)
- I ragazzi del muretto, regia di Ruggero Deodato (1991)
- Un posto al sole
- Avvocati - Canale 5
- Una donna per amico, regia di Rossella Izzo (1998)
- Giornalisti (2000)
- Cuori rubati (2002)
- Distretto di polizia 5 - Canale 5 (2005)
- Medicina generale Rai 2
- La squadra
- Don Matteo 7 - (2009)
- I Cesaroni, episodio 2x24 (2008)
- Angeli e diamanti (2011)
- Che Dio ci aiuti, regia di Francesco Vicario, serie TV, episodio 3x18 (2014)
- Un medico in famiglia - Rai 1 (2016)
- Squadra mobile - Operazione Mafia Capitale, regia di Alexis Sweet - episodio 2x10 (2017)

## Doppiaggio

### Cinema
- Jim Belushi in Tracce di rosso, Danko, Real Men - Noi uomini duri, Istinti criminali, Retroactive - Non toccate il passato, Joe Somebody
- William H. Macy in A Civil Action, Seabiscuit - Un mito senza tempo, Edmond
- Dan Aykroyd in Ghostbusters - Acchiappafantasmi, Ghostbusters II, Casper, Ai confini della realtà, Ghostbusters
- Steve Buscemi in Art School Confidential - I segreti della scuola d'arte, Io vi dichiaro marito e... marito
- Chevy Chase in National Lampoon's Vacation, Bastano tre per fare una coppia
- Richard Pryor in Giocattolo a ore, Strade perdute, Nessuno ci può fermare
- Bill Murray in Speaking of Sex, Osmosis Jones
- Joe Pantoliano in Un padre in prestito, Matrix
- Nathaniel Lees in Matrix Reloaded, Matrix Revolutions
- Tim Kazurinsky in Scuola di polizia 3 - Tutto da rifare, Scuola di polizia 4 - Cittadini... in guardia
- Pierre Blaise in Cognome e nome: Lacombe Lucien, Per le antiche scale
- James Cromwell in L.A. Confidential
- Gregory Hines in La pazza storia del mondo
- Ron Rifkin in Al vertice della tensione
- Tom Skerritt in L'ultima alba
- Jim Broadbent in Hot Fuzz
- Andy Serkis in 30 anni in 1 secondo
- Giancarlo Esposito in L'ultima vacanza
- Tom Wilkinson in Le seduttrici
- Jay O. Sanders in The Day After Tomorrow - L'alba del giorno dopo
- John Savage in Hair
- Christopher Atkins in Laguna blu
- William Sadler in La musica nel cuore - August Rush, 40 carati
- William Devane in Payback - La rivincita di Porter
- John Michael Higgins in Blade: Trinity
- Xander Berkeley in North Country - Storia di Josey
- Denis Leary in Gioco a due
- Charles Dutton in Mr. Crocodile Dundee 2
- Aaron Eckhart in Amici & vicini
- David Suchet in Delitto perfetto
- Conor O'Farrell in Echi mortali
- Dominic Forrest in The Rose
- George Schindler in New York Stories
- Alec Baldwin in Miami Blues
- Brian Goodman in Annapolis
- John Candy in Stripes - Un plotone di svitati
- Stephen Lang in Manhunter - Frammenti di un omicidio
- Dane Rhodes in Una canzone per Bobby Long
- Gary Beach in The Producers - Una gaia commedia neonazista
- Pat Cooper in Terapia e pallottole, Un boss sotto stress
- Kurt Russell in Overboard - Una coppia alla deriva
- John Bliss in Prima ti sposo, poi ti rovino
- James Rebhorn in Basic Instinct, Baby Mama
- James Woods in Due vite in gioco
- Sammy Davis Jr. in La corsa più pazza d'America
- Mickey Rourke in Brivido caldo
- James Handy in Il verdetto
- Ken Stott in King Arthur
- John J. Newcombe in La maledizione di Damien
- Robert Patrick in Cop Land
- Andrew Rubin in Scuola di polizia
- Steve Guttenberg in Mi arrendo... e i soldi?
- Burt Kwouk in La vendetta della Pantera Rosa
- Charles Martin Smith in Le regole del gioco
- Eric Idle in Hollywood brucia
- David Schofield in Anna Karenina
- Christopher Reeve in Cercate quel bambino
- François Marie in Cyrano de Bergerac
- John Turturro in Sugar Time
- Richard Narita in Invito a cena con delitto
- Daniel Stern in Leviathan
- Herbert Fritsch in Scarlet Diva
- Fred Astaire in Follie di jazz
- James Stewart in Scandalo a Filadelfia
- Gene Kelly in Due marinai e una ragazza
- Rex Harrison in La segretaria
- Vladimir Sokoloff in Per chi suona la campana
- Ryō Ishibashi in The Grudge
- Cochi Ponzoni in Cuore di cane
- Jack McGee in Basic Instinct
- Darrell Hammond in Agente Cody Banks
- Adrian Pintea in 7 Seconds
- Christopher Cazenove in Air Force - Aquile d'acciaio 3
- Avner Eisenberg in Il gioiello del Nilo
- Dean Jones in Il ritorno del maggiolino tutto matto
- Gil Bellows in Hates: House at the End of the Street
- Chuck Shamata in The Sentinel - Il traditore al tuo fianco
- Matt Walsh in Una notte da leoni
- Gerry Bamman in La giuria
- Bing Crosby in La principessa di Bali (ridoppiaggio)
- Lance Kinsey in Scuola di polizia 6 - La città è assediata

### Televisione
- Herson Capri in Adamo contro Eva
- Daniel McVicar in Beautiful
- Daniel Hugh Kelly in Hardcastle & McCormick
- Curtis Armstrong in Moonlighting
- Wayne Rogers in M*A*S*H
- James Horan in Zorro
- William H. Macy in E.R. - Medici in prima linea
- Jared Harris in Fringe
- Michael Hogan in Cold Squad - Squadra casi archiviati
- Philip Michael Thomas in Miami Vice
- G.W. Bailey in The Closer e Major Crimes
- Bruce Jarchow in Desperate Housewives[3]
- Jeff Chamberlain in Capitol

### Animazione
- Braccobaldo Bau nel Braccobaldo Show
- Hathi in Il libro della giungla
- Joker in Batman - La maschera del Fantasma
- Raymond Stantz in The Real Ghostbusters
- Tompa in Hunter × Hunter
- Gadget in L'ispettore Gadget
- Signor Fujinami in Le nuove avventure di Lamù
- Papà di Timmy (1ª voce) in Due fantagenitori
- Michael David Lee in Juniper Lee
- Floyd Pepper ne I Muppet, Muppets 2 - Ricercati e I Muppet
- Dr. Bloom in Rick e Morty
- Fungus in L'era glaciale 4 - Continenti alla deriva
- Orko in He-Man e i dominatori dell'universo, Il segreto della spada
- Arimoto Yamagata in Kenshin - Samurai vagabondo: The Movie
- Scienziato in 9
- Dark Oak in Sonic X
- Pedro in Michiko e Hatchin
- Junjie in Kung Fu Panda - Mitiche avventure
- Michael Suzuki in Lupin III - Tokyo Crisis: Memories of Blaze
- Noè in L'isola di Noè

### Videogiochi
- Alistair Tenpenny, Amata Almodovar, Cromwell e Reginald Rothchild in Fallout 3[4]
- Dr. Ray Stantz in Ghostbusters: Il videogioco[5]
- Winslow in XIII